# Izza Génini
Izza Génini (sinh năm 1942) là nhà sản xuất và đạo diễn phim người Maroc. Bà đã sống và làm việc tại Paris, Pháp từ năm 1960.

## Tiểu sử
Izza Génini sinh ra ở Casablanca, Maroc, vào năm 1942 trong một gia đình Do Thái.
Sau khi nghiên cứu văn học và ngoại ngữ tại Sorbonne và Học viện quốc gia des langues et các nền văn minh định hướng, cả ở Paris, Génini quyết định tham gia điện ảnh. Năm 1973, cô thành lập SOGEAV để phân phối phim Pháp tại các quốc gia châu Phi nói tiếng Pháp, phân phối phim châu Phi ở nước ngoài, và sản xuất phim El Hal và Transes, sau này của hai đạo diễn Ahmed El Maanouni. Martin Scorsese sau đó sẽ làm lại bộ phim này trong Dự án Điện ảnh Thế giới của mình, với một cuộc phỏng vấn với Génini có trong đĩa. Năm 1987, Génini bắt đầu sản xuất một bộ phim tài liệu về âm nhạc Ma-rốc truyền thống có tên là Maroc, corps et âme, hay Morocco, Body and Soul, gồm mười lăm phần.
Từ 1970 đến 1986, bà là Giám đốc Câu lạc bộ 70 sản phẩm.
Génini là một thành viên của tổ chức cống nạp dành riêng cho ký ức của Simon Lévy, người đã thực hiện sứ mệnh của mình là bảo tồn di sản của Judeo-Ma-rốc.

## Trích dẫn
1. ↑  "Izza Génini". fiff.ch (bằng tiếng Pháp). Festival International de Film de Fribourg. Bản gốc lưu trữ 28 tháng 6 2013. Truy cập ngày 27 tháng 5 năm 2013. {{Chú thích web}}: Kiểm tra giá trị ngày tháng trong: |archive-date= (trợ giúp)
2. ↑  "Entretien avec la productrice et réalisatrice Izza Génini". La Matin (bằng tiếng Pháp). ngày 12 tháng 7 năm 2017. Truy cập ngày 2 tháng 12 năm 2017.
3. 1 2  "Izza Génini". marocorama.com (bằng tiếng Pháp). Marcorama. Bản gốc lưu trữ ngày 18 tháng 8 năm 2018. Truy cập ngày 27 tháng 5 năm 2013.
4. ↑  "Martin Scorsese's World Cinema Project". bluray.highdefdigest.com. High-Def Digest. Truy cập ngày 2 tháng 12 năm 2017.
5. ↑  Marouf, Fouzia (ngày 26 tháng 6 năm 2012). "Le Maroc n'a pas cessé d'inspirer nombre d'artistes". Le Soir Échos (bằng tiếng Pháp). Bản gốc lưu trữ ngày 15 tháng 7 năm 2019. Truy cập ngày 2 tháng 12 năm 2017.
6. ↑  "Génini Izza". africine.org (bằng tiếng Pháp). Africine. Truy cập ngày 2 tháng 12 năm 2017.
7. ↑  "Une association pour continuer l'action de Simon Lévy". Telquel (bằng tiếng Pháp). ngày 15 tháng 1 năm 2015. Bản gốc lưu trữ ngày 15 tháng 7 năm 2019. Truy cập ngày 2 tháng 12 năm 2017.